# Левицький Василь Юрійович

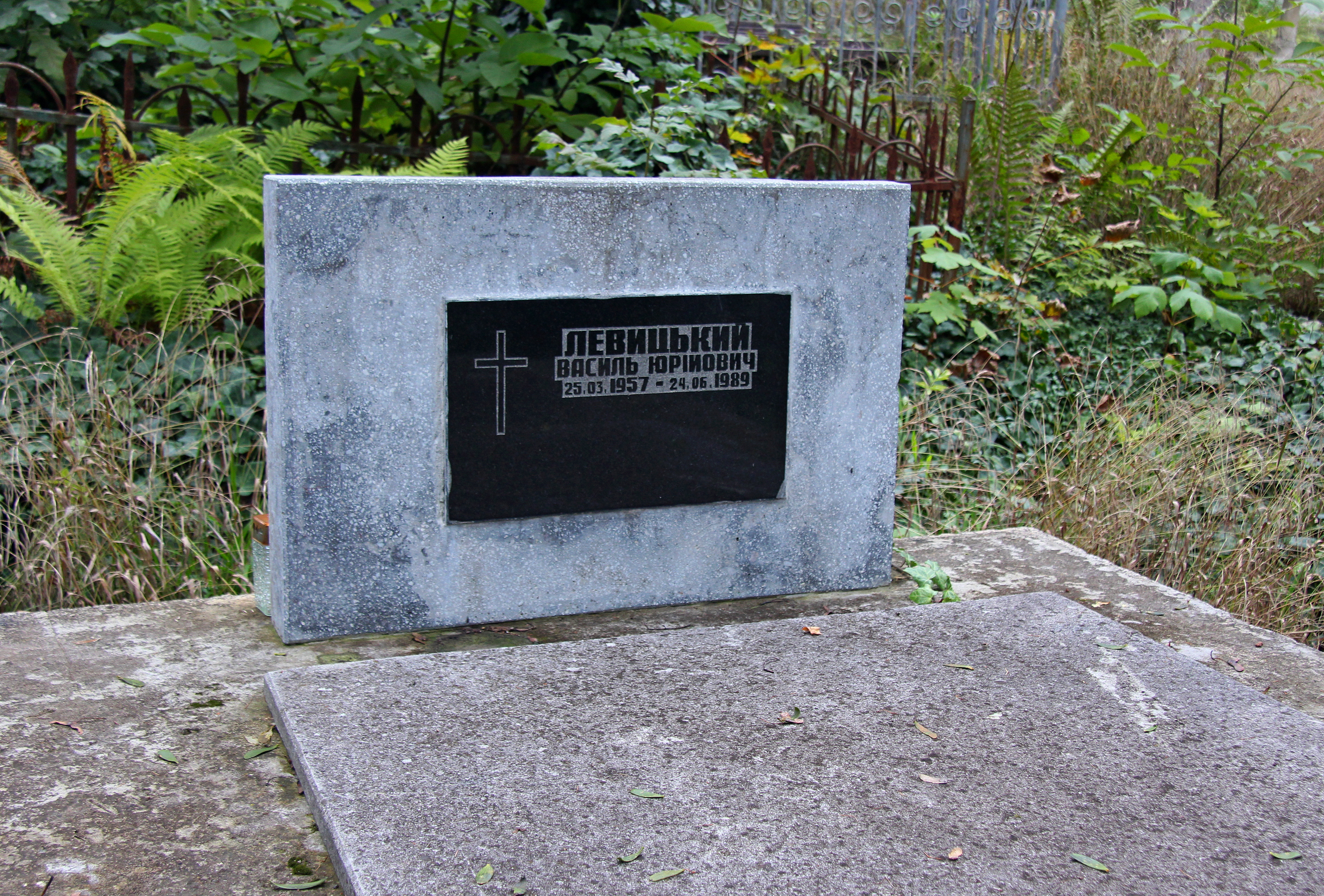

Васи́ль Леви́цький (* 25 березня 1957, село Красна Надвірнянського району Івано-Франківської області — † 24 червня 1989) — український письменник.

## Біографічні відомості
Народився в селі Красна Надвірнянського району Івано-франківської області. Закінчив педагогічне училище. Викладав у сільській школі на Закарпатті. Служив в армії на Далекому Сході. Навчався у Львівському університеті.
1985 року в Києві вийшла перша збірка новел Василя Левицького «Великий день». 1989 року побачила світ друга збірка новел письменника — «Пізнє літо».
Василь Левицький загинув улітку 1989 року: потонув у Південному Бузі біля селища Ольшанське Миколаївської області, куди разом із земляками-гуцулами подався підзаробити грошей працею на будові.
Поховано письменника на полі № 15 Личаківського цвинтаря у Львові.